# فرنسيسكو فيليبي فيلانويفا
فرنسيسكو فيليبي فيلانويفا هو سياسي فلبيني، ولد في 10 أكتوبر 1867، وتوفي في 25 أغسطس 1923. نشط حزبياً في Nacionalista Party ‏. وقد انتخب عضو مجلس الشيوخ الفلبيني ‏ وانتخب عضو مجلس النواب في الفلبين ‏.